# Peña Redonda (Perú)
Peña Redonda es una localidad peruana ubicada en el distrito de Zorritos, perteneciente a la provincia de Contralmirante Villar del departamento de Tumbes, al norte del Perú. 

## Ubicación
Peña Redonda se ubica al norte de la provincia de Contralmirante Villar, en el distrito de Zorritos, en el departamento de Tumbes.

## Demografía
En 2017 Peña Redonda tenía una población de 29 habitantes.
| Gráfica de evolución demográfica de Peña Redonda entre 1993 y 2017 |
|                                                                    |
| Fuentes: Población 1993 y 2017                                     |